# Francesco Barbaro (criminale)
Francesco Barbaro, detto  Ciccio u castanu (Platì, 3 maggio 1927 – Parma, 1º novembre 2018), è stato un mafioso italiano dell'omonima famiglia di 'ndrangheta.
Negli anni ottanta fu conosciuto anche come il re dei sequestri.

## Biografia
Era nipote di Francesco Barbaro e Marianna Carbone che all'inizio del Novecento diedero origine alla 'ndrina dei Barbaro. Negli anni settanta venne condannato a sei anni di reclusione per associazione a delinquere. Venne condannato nuovamente per un sequestro di persona avvenuto in Calabria nel 1989.
Fu un membro della commissione criminale provinciale quando nacque, nel settembre del 1991.
Fu arrestato il 5 gennaio 1989, e suo figlio Giuseppe Barbaro prese il comando della famiglia e detenuto fino al 5 febbraio 2013. Da quel momento visse a Platì con obbligo di soggiorno fino a quando nel 2015 non venne nuovamente arrestato.
Il 10 gennaio 2014 dall'intercettazione dell'operazione Platino tra gli affiliati con dote di Vangelo Augusto Catanzariti e Michele Grillo sarebbe risultato essere il capo della struttura 'ndranghetistica detta Lombardia.
Il 19 settembre 2015, all'età di 88 anni, viene arrestato e condannato all'ergastolo per l'omicidio del trentenne brigadiere dei Carabinieri Antonino Marino avvenuto a Bovalino, durante la festa patronale il 9 settembre 1990; per l'incriminazione, oltre le intercettazioni dell'operazione Platino, sono risultate determinanti le dichiarazioni di un collaboratore di giustizia.
Francesco Barbaro è morto la sera del 1º novembre 2018 nell'ospedale di Parma, città in cui era detenuto.